# Свети Андрей (Клепаров)
„Свети Андрей“ (на украински: Церква святого Андрія) е гръкокатолическа църква в район Клепалов на град Лвов, Украйна. Храмът се намира на улица „Варшавска“, №38.
Дълго време гръкокатолиците от Лвов нямат собствена църква и са енориаши към църквата „Параскева Пятница“. В началото на 20 век е постигнато споразумение с местните римокатолици за изграждане на общ храм за редуващи се служби. През 1908 г. е осветена общата църква „Божията майка на Светата Розария“, но гръкокатолиците не са допуснати.
Обществото реши да построи нова църква. Набирането на средства започва през 1910 г., но е прекъснато от Първата световна война. Строителството, по проекта на Сергей Тимошенко, започва едва през 1926 г. и продължава до 1932 г. Църковните кръстове и камбаната са осветени от лвовския епископ Иван Бучко. Интериорът съдържа петредов иконостас, рисуван от Антон Манастирски. На 16 ноември 1936 г. храмът е осветен. Няколко години по-късно Клепаров е отделен в отделна енория.